# Kalans

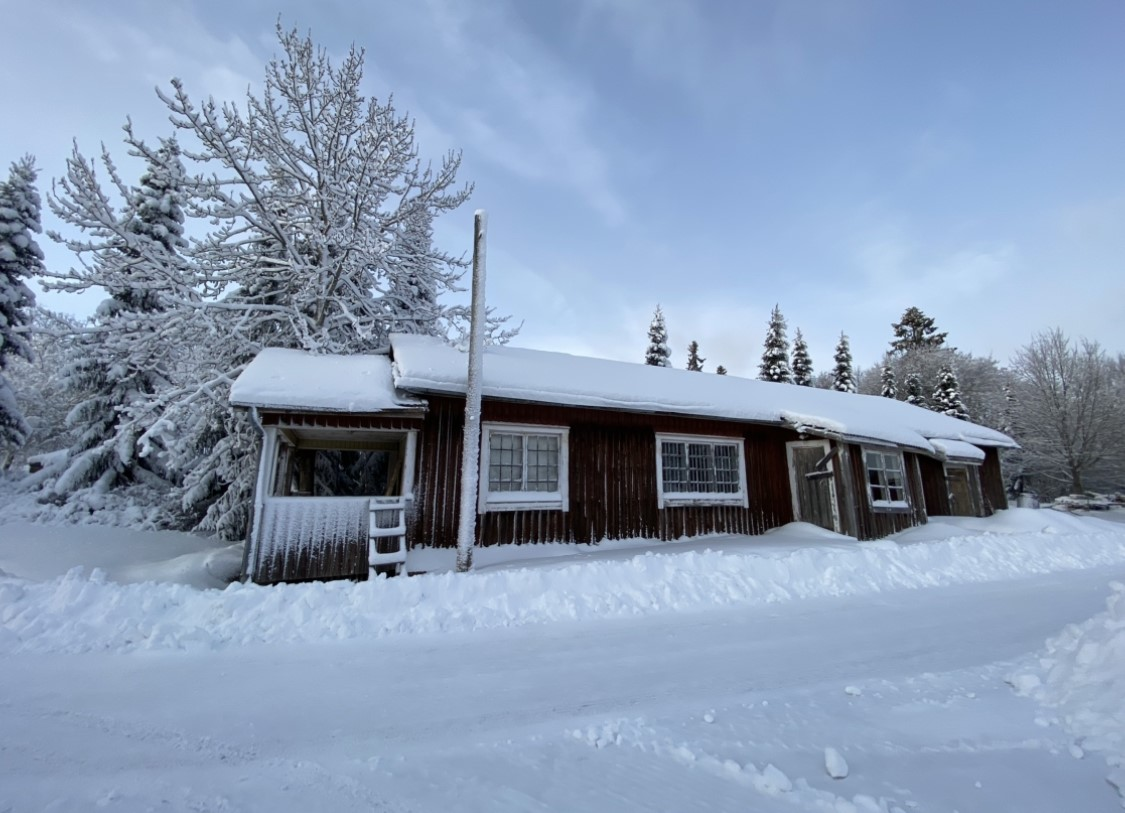
Kalans gårds gamla hönshus.

Kalans är en by och före detta egendom i Sjundeå, Finland. Byn ligger cirka 0,5 km sydost om Sjundeå S:t Petri kyrka på slätten vid Sjundeå ås västra gren. Den äldsta formen av namnet Kalans var Kaffueleby. Kalans grannbyar är Tjusterby, Västerby, Sjundeå kyrkoby och Gåsarv.
Enligt Kalans hade man nämnd gränden Kalansgränden i Sjundeå. Vid Kalansgränden ligger bland annat Sjundeå församlingshem.
Den första kända ägaren av Kalans hemman var Jöns Laurensson från år 1477.